# Menenkjovo
Menenkjovo (bulgariska: Мененкьово) är ett distrikt i Bulgarien.   Det ligger i kommunen Obsjtina Belovo och regionen Pazardzjik, i den centrala delen av landet, 80 km sydost om huvudstaden Sofia.